# Masashi Hamauzu
Masashi Hamauzu (浜渦正志; Hamauzu Masashi) nació el 20 de septiembre de 1971 en Múnich, Alemania.

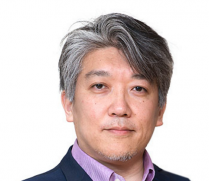
Masashi Hamauzu

 Es conocido por ser un compositor de música para videojuegos que trabajó para Square Enix. Su primer trabajo para la compañía japonesa fue componer algunas melodías junto con otros compositores para el juego Front mission: Gun hazard (1996) y Tobal No.1 (1996). Entre sus últimos trabajos se encuentran las BSO de Final Fantasy X (2001) (junto con Nobuo Uematsu y Junya Nakano) y Musashiden II: BLADEMASTER (2005) (junto con Junya Nakano, Takayuki Iwai y Yuki Iwai). 
Sus trabajos en solitario son Chocobo no fushigina dungeon (1997), SaGa frontier 2 (1999), Unlimited SaGa (2002) y Dirge of Cerberus: Final fantasy VII (2006). 
Hamauzu también ha hecho arreglos de algunos de sus trabajos, como Chocobo's mysterious dungeon ~Coi vanni gialli~ y Piano pieces "SF2". Rhapsody on a theme of SaGa frontier 2. También se encargó de los arreglos para piano de Final fantasy X. Piano collections y Sailing to the World de Yasunori Mitsuda. Esto le ha granjeado fama como arreglista para el instrumento.
La música de Hamauzu recuerda a la de Chopin y Debussy entre otros compositores clásicos y a la música ambiental. En sus trabajos (exceptuando sus piezas para piano), suelen primar las armonías complejas frente a la melodía; frecuentemente construidas a base de variaciones sobre un tema.
En 2007, Hamauzu publicó su álbum en solitario "Vielen Dank", que contiene breves piezas para piano y cuarteto de cuerda. Su trabajo más reconocido ha sido la BSO del juego de PlayStation 3 y Xbox 360, Final Fantasy XIII. La última obra hasta el momento de Hamauzu ha sido componer la música para el juego de Nintendo 3DS The Legend of Legacy, que se estrenó el 22 de enero de 2015.

## Biografía
Masashi Hamauzu inició una carrera como compositor independiente después de obtener una extensa aclamación con las partituras de las últimas entregas de la serie Final Fantasy y SaGa para Square Enix. Nacido el 20 de septiembre de 1971 en Múnich, Alemania, se trasladó a Osaka tras el nacimiento de su hermano un año después. Mientras crecía, recibió clases de interpretación de parte de su familia –su madre era una profesora de piano japonesa, su padre un cantante de ópera alemán. Durante sus años de educación secundaria, comenzó a divertirse escuchando una amplia variedad de música –abarcando desde músicos pop tales como Yellow Magic Orquestra hasta iconos de la animación como Hiroshi Miyagawa- pero inicialmente se esforzó por comprender la música clásica. También desarrolló una pasión por la música de videojuegos mientras jugaba a juegos de rol y, especialmente impresionado por la obra de Koichi Sugiyama, aprendió a ejecutar las partituras de piano de los tres primeros títulos de Dragon Quest. A través de una asignatura de estudio personal, también cumplió sus aspiraciones de componer música en los años posteriores. Además de fan de la pintura, se sintió fascinado por la conexión entre la música y las imágenes.
Después de graduarse en la educación secundaria, Hamauzu se especializó en música vocal clásica en la eminente Universidad Nacional de Bellas Artes y Música de Tokio bajo la influencia de su padre. Mientras tanto, fue expuesto a una amplia variedad de música canónica influyente y, a través de estudios detallados de los corales de Bach, obtuvo un conocimiento de la armonización. También una experiencia importante socialmente, disfrutó actuando con un grupo de estudiantes como pianista y conoció numerosa gente interesante diariamente; uno de ellos fue su futura esposa, la soprano Matsue Hamauzu, con quién después tuvo dos hijas. Durante sus estudios, desarrolló su propia personalidad como compositor. Continuando fascinado por las conexiones emocionales que la gente tiene con la música, especialmente disfrutó creando música impresionista para inspirar imágenes. Durante su segundo año, se dio cuenta del extraordinario énfasis que Square puso sobre la música en producciones de juegos. Aunque inicialmente consideró la posibilidad de convertirse en músico clásico, estas experiencias lo convencieron a seguir una carrera con la compañía después de su graduación.

## Trayectoria
Habiendo impresionado a sus entrevistadores con su currículum, Hamauzu fue empleado como músico aprendiz en el equipo de sonido de Square durante el año 1995. En su primer proyecto, Hamauzu fue requerido para crear cuatro pistas de acción en el juego de Super Nintendo Front Mission: Gun Hazard bajo la supervisión de Nobuo Uematsu y Yasunori Mitsuda. Sus composiciones fueron un complemento maduro para el mundo asolado por la guerra del juego con sus densas armonías y timbres sombríos. Posteriormente exploró las oportunidades tecnológicas ofrecidas por PlayStation en el juego de lucha Tobal No. 1; sus cuatro contribuciones se integraron perfectamente en la banda sonora experimental con su combinación de dispositivos orgánicos y ritmos electrónicos. En una labor de invitado adicional, sus servicios como erudito vocal fueron solicitados en Final Fantasy VII; él fue el operador de sintetizador para la interpretación de Haydn “La Creación”, que sonó durante el vídeo de movimiento completo (FMV) cuando la placa del Sector 7 cae al principio del juego, y cantó como bajo en el coro de ocho personas del tema “One Winged Angel”. Así concluyeron sus modestos pero prometedores años como aprendiz en el equipo de música de Square.
Chocobo’s Mysterious Dungeon de PlayStation marcó el primer proyecto en solitario de Hamauzu. Estuvo entusiasmado de componer para el primer spinoff sobre Chocobo, habiéndole encantado el tema de la mascota desde su debut en Final Fantasy II cuando él era un adolescente. Mezcló una variedad de arreglos del tema con composiciones orgánicas originales canalizando su sentido del lirismo. Por primera vez para él y su compañía, grabó los temas de apertura y fin de la música para una orquesta de cincuenta piezas. Además escribió un remix festivo especial del tema Chocobo para el lanzamiento de la banda sonora del juego. Poco después del lanzamiento, convenció a su empresa matriz para darle los recursos para producir un disco de arreglo orquestal para el juego. El disco resultante, Coi Vanni Gialli, fue una exhibición sobresaliente de su talento. Orquestó la mayoría de la música él mismo, enfatizando el humor alegre de la música y canalizando influencias del impresionismo, el flamenco, el jazz y la música minimalista. A pesar de ser un fracaso el juego, la banda sonora completa de Hamauzu y el disco arreglado atrajo mucho elogio.
A Hamauzu le fue dada la libertad de desarrollar su identidad musical más a fondo en el juego SaGa Frontier II de 1999. Después de pasar un periodo agonizante cumpliendo la expectativa de imitar la música tradicional del juego que Kenji Ito había establecido para la serie, se dio cuenta en los meses finales del proyecto que expresar al máximo su propia musicalidad aliviaría sus preocupaciones. Muchas composiciones mezclaron las cualidades atmosféricas no limitadas del impresionismo con elegantes melodías clásicamente expresadas y patrones tonales hipnóticos. Una gran parte de la música adaptaba el tema principal de la banda sonora en una variedad de modos y estilos, mientras que direcciones variadas fueron tomadas para diferenciar los escenarios de los personajes principales. El proyecto además le dio a conocer al operador de sintetizador de Square Enix Ryo Yamazaki, con quién desarrolló una estrecha y respetuosa relación de trabajo. También grabó un disco arreglado para el proyecto, incluyendo variaciones de piano impresionistas de temas determinados del juego en solitario, en dúo y en actuaciones de concierto. A pesar de centrarse completamente en una única influencia, perseveró para expandir el alcance de muchas de las originales.
En 2001, Hamauzu recibió más atención general cuando fue seleccionado para co-componer el juego de PlayStation 2 Final Fantasy X hacia el fin de su producción. Representó los diferentes colores de Spira con un amplio espectro de composiciones que se diferenciaron notablemente de las de sus colaboradores Nakano y Uematsu. Sus selecciones incluyen la fusión meditativa basada en el jazz “Besaid”, la energética mezcla tecno “Blitz Off”, la elegía encabezada por cuerdas de dos niveles “People of the Far North”, la deslumbrante “Attack”, y el concertino de piano “Decisive Battle”. Mientras sentía una fuerte afinidad por el juego –uno de los pocos que realmente disfrutó jugando- lo trató principalmente como un medio para la experimentación y la expresión musical. Habiendo impresionado a muchos con sus contribuciones, posteriormente fue estimulado con la producción de las alabadas colecciones de piano para el juego. Consideró cuidadosamente la base de las composiciones originales con el fin de transformarlas en auténticos arreglos de piano en solitario. Se sintió aliviado de que el pianista Aki Kuroda comprendiera los propósitos de cada una de sus diferentes interpretaciones. En otro papel, creó un remix electrónico de ritmo lento de “Song of Prayer” para el álbum tributo del juego.
Un año después de Final Fantasy X, Hamauzu produjo otra banda sonora exploratoria para Unlimited SaGa. Empujando siempre las barreras tecnológicas, realizó la primera partitura completamente en directo para un juego de Square Enix. El primer disco de su banda sonora incluía una variedad de composiciones acústicas, incluyendo temas de batalla vibrantes, temas de personajes emocionales, y orquestaciones completas por su compañero graduado en Tokio Shiro Hamaguchi. Después de lograr convencer a los directores, tomó direcciones innovadoras en el juego de rol durante el segundo disco con una selección de difíciles experimentos electrónicos. La partitura estuvo unida por un encantador tema principal y concluía con un tema vocal de orientación clásica, “Soaring Wings”. Hamauzu trabajó aún más estrechamente con el operador de sintetizador Ryo Yamazaki en toda la producción para garantizar que cada parte fuera profesionalmente realizada e implementada. Tras la salida de Nobuo Uematsu, Hamauzu fue designado el compositor principal del equipo de música de Square Enix en octubre de 2004. Aunque tenía algunas responsabilidades de gestión, aportó inspiración creativa en muchos de sus colegas. Además sugirió la idea de una web oficial del equipo de sonido e incluso compuso su música de fondo.
En 2005, Hamauzu ejerció como productor de música para la secuela Musashi: Samurai Legend. Complementó el escenario místico del título con cálidos sonidos de paisaje electrónicos. Además, sedujo a los oyentes con breves pizcas de orquestación, pequeñas composiciones de conjunto, y fusiones más exóticas. También se aseguró las contribuciones de sus colaboradores, Junya Nakano y Wavelink Zeal, y complementó la visión de Takashi Tokita del juego. Al año siguiente, compuso la galardonada banda sonora para el polémico shooter en primera persona Dirge of Cerberus: Final Fantasy VII. En marcado contraste con sus suaves sonidos electrónicos en Musashi: Samurai Legend, Nakano produjo una oscura partitura orquestal para representar la ubicación industrial y el personaje malhumorado. Puso drama a los temas recurrentes tales como el enérgico “Fliker” y el melancólico “Lucrecia” con actuaciones de la Orquesta Filarmónica de Tokio. Con la asistencia del operador de sintetizador Ryo Yamazaki, también produjo dinámicas y vibrantes canciones de lucha impulsadas por guitarra, escenificaciones de ambientes melancólicos, interludios alegres y extravagantes y fusiones de rock, electrónica y jazz. Hamauzu consideró la partitura final su más artísticamente inspirada y espléndidamente producida hasta ese momento.
En medio de tan valiosas producciones de música, Hamauzu trabajó en varios proyectos de álbum. A petición de Yasunori Mitsuda, arregló la música de Sailing to the World en un libro de partituras y una grabación de acompañamiento. Cuidadosamente preservó el carácter y melodías de la música original mientras que elegantemente las pasó al piano. En contraste con sus frecuentes partituras virtuosas para Final Fantasy X, se aseguró de que las partituras fuesen accesibles para la mayoría de jugadores. A sugerencia de los productores de Square Enix, posteriormente produjo su álbum en solitario Vielen Dank tras una minuciosa consideración. Hamauzu regresó a Alemania para grabar el disco, combinando pequeñas interpretaciones de conjunto de sus composiciones de juego características con miniaturas originales para solo piano. A pesar de la humildad externa de la producción, Hamauzu lo puso todo en el álbum –su musicalidad, orígenes, emociones, el aprecio hacia los fanes y la apreciación del mundo- para crear lo que él considera su trabajo definitorio. Poco tiempo después de su lanzamiento, Hamauzu asistió a actuaciones bien revisadas de dos piezas del álbum en el Quinto Concierto Sinfónico de Música de Juego en Leipzig.
Para su sorpresa, Hamauzu fue seleccionado como compositor de Final Fantasy XIII en 2006 e inmediatamente comenzó a trabajar en el juego mezclando el tema principal para su anuncio de tráiler. Aun así logró producir breves partituras para otros dos proyectos durante el largo desarrollo del juego –creando nueve piezas de estilo característico para piano y violín en el curioso título Oolong Tea Story y una etérea partitura electro-orquestal para el juego de DS Sigma Harmonics junto con Mitsuto Suzuki. Cuando volvió para acabar Final Fantasy XIII durante 2008, se concentró en complementar la visión de Motomu Toriyama para el juego con un nuevo sabor de música electro-orquestal; poniendo carácter a los mundos del juego, contrastó piezas cinemáticas de orquesta en Cocoon con fusiones de sonidos desenfrenados en Pulse. Exploró varios temas a lo largo de la partitura, para transmitir ideas recurrentes y caracteres, y agregó al atractivo general con numerosas interpretaciones vocales. En asociación con un amplio equipo de arreglistas, diseñadores de sonido, y ejecutantes, incluyendo dos orquestas, aseguró que Final Fantasy XIII superara otras partituras en valores de producción. La banda sonora recibió aclamación universal entre la comunidad de los videojuegos.
Por los ecos de estas críticas favorables, Hamauzu decidió dejar Square Enix para formar su estudio personal Monomusik a comienzos del 2010. Inspirado por las fuertes ventas de Final Fantasy XIII, él sin embargo continuó trabajando con sus anteriores empleados en una serie de álbumes del spinoff: un prototipo de colección de música, dos discos de vinilo, tres producciones de drama, y, por supuesto, una colección de piano. En este último, Hamauzu exploró íntimamente el material melódico del juego y se reunió con Aki Kuroda en sesiones de grabación en Milán. También asistió a interpretaciones de concierto del álbum en Osaka y Yokohama y, en una nueva colaboración con el pianista, grabó una nueva pieza para la reedición de Piano Pieces “SF2”. En respuesta a su nuevo éxito popular, Hamauzu ha participado en las actuaciones de Distant Worlds alrededor del mundo; una actuación especialmente particular fue Distant Worlds Returning Home en Tokio, incluyendo orquestaciones nuevas de su partitura en Final Fantasy XIII. Además ha hablado de la música para Final Fantasy XIII, entre otras actividades, en una serie de entrevistas y programas de debate.
A pesar de mantener vínculos estrechos con Square Enix, Hamauzu ha ampliado el alcance de sus producciones con numerosos trabajos externos en los últimos años. Teniendo una antigua fascinación por la cultura Ainu, ha estado involucrado en el grupo Ainu Rebels durante varios años como productor de canción y consultor en directo. En un proyecto adicional para preservar la cultura tradicional, ha formado el grupo Imeruat con la vocalista Mina; el grupo produjo recientemente un sencillo de debut bien recibido e hicieron varias apariciones en directo en Europa. Volviendo a las producciones de conciertos en Alemania, Hamauzu realizó un sublime arreglo impresionista de Donkey Kong Country “Aquatic Ambience” para piano y cuerdas en Symphonic Legends. Más tarde asistió a estrenos de sus igualmente ambiciosos arreglos para Kirby y Pikmin en LEGENDS, Estocolmo. En labores de invitado para otras compañías de música de videojuego, Hamauzu ha producido un temperamental arreglo de cámara para álbumes tributo de Castlevania, creó una canción para el juego de ritmo Music GunGun! 2, y se unió al conjunto grupal del juego de PSP Half-Minute Hero 2. Desde entonces, Hamauzu volvió como compositor principal para Final Fantasy XIII-2 y desarrolló sobre las ideas del juego original de muchas maneras. Su último trabajo hasta la fecha fue componer la música para el JRPG de Nintendo 3DS The Legend of Legacy, la secuela espiritual de la serie SaGa, estrenado en 2015.

## Discografía
| GUN HAZARD Original Sound Track (junto a Nobuo Uematsu y Mitsuda)     | 1996 |
| Tobal No. 1 (junto a Yasunori Mitsuda, Junya Nakano, etc)             | 1996 |
| CHOCOBO NO FUSHIGINA DUNGEON ORIGINAL SOUNDTRACK                      | 1997 |
| SaGa FRONTIER II Original Soundtrack                                  | 1999 |
| Piano Pieces "SF 2" Rhapsody on a Theme of SaGa FRONTIER 2            | 1999 |
| Final Fantasy X (junto a Nobuo Uematsu y Junya Nakano)                | 2001 |
| Piano Collections FINAL FANTASY X                                     | 2002 |
| UNLIMITED: SaGa Original Soundtrack                                   | 2003 |
| Musashiden II Blademaster Original Sound Track (junto a Junya Nakano) | 2005 |
| DIRGE of CERBERUS -FINAL FANTASY VII                                  | 2006 |
| Vielen Dank                                                           | 2007 |
| SIGMA HARMONICS Original Soundtrack                                   | 2008 |
| FINAL FANTASY XIII Original Soundtrack                                | 2010 |
| FINAL FANTASY XIII-2 Original Soundtrack                              | 2011 |
| IMERUAT                                                               | 2013 |
| Masashi Hamauzu Piano Works δ・Eε・T_Comp 1                           | 2013 |
| Lightning Returns: Final Fantasy XIII ORIGINAL SOUNDTRACK             | 2013 |
| Paulette's Chair Original Soundtrack & Piano Arrangements             | 2014 |
| Typhoon Noruda, banda sonora                                          | 2015 |
| The Legend of Legacy Original Soundtrack                              | 2015 |
| World of Final Fantasy ORIGINAL SOUNDTRACK                            | 2016 |
| Far Saa Far / IMERUAT                                                 | 2017 |
| Final Fantasy VII Remake ORIGINAL SOUNDTRACK (Junto a Mitsuto Suzuki) | 2020 |